# Jazz Funk (album)
Jazz Funk è l'album strumentale di debutto del gruppo acid jazz inglese Incognito, pubblicato nel 1981 dall'etichetta discografica Ensign Records.

## Tracce
1. Parisienne Girl (Jean-Paul Maunick, Joe Williams) - 5:45
2. Summer's Ended (Maunick, Williams) - 5:05
3. Shine On (Don Doobay, Maunick, Williams) - 5:03
4. Wake Up the City (Dunn, Peter Hinds, Maunick, Williams) - 4:08
5. Interference (Maunick, Williams) - 5:19
6. Incognito (Maunick, Williams) - 4:55
7. Sunburn (Doobay, Maunick, Williams) - 4:49
8. The Smile of a Child (Maunick, Williams) - 4:07
9. Why Don't You Believe Me? (Maunick, Williams) - 3:20
10. Chase the Clouds Away (Doobay, Maunick, Williams) - 4:35
11. Walking on Wheels (Dunn, Hinds, Maunick, Williams) - 4:54